# کلاکت

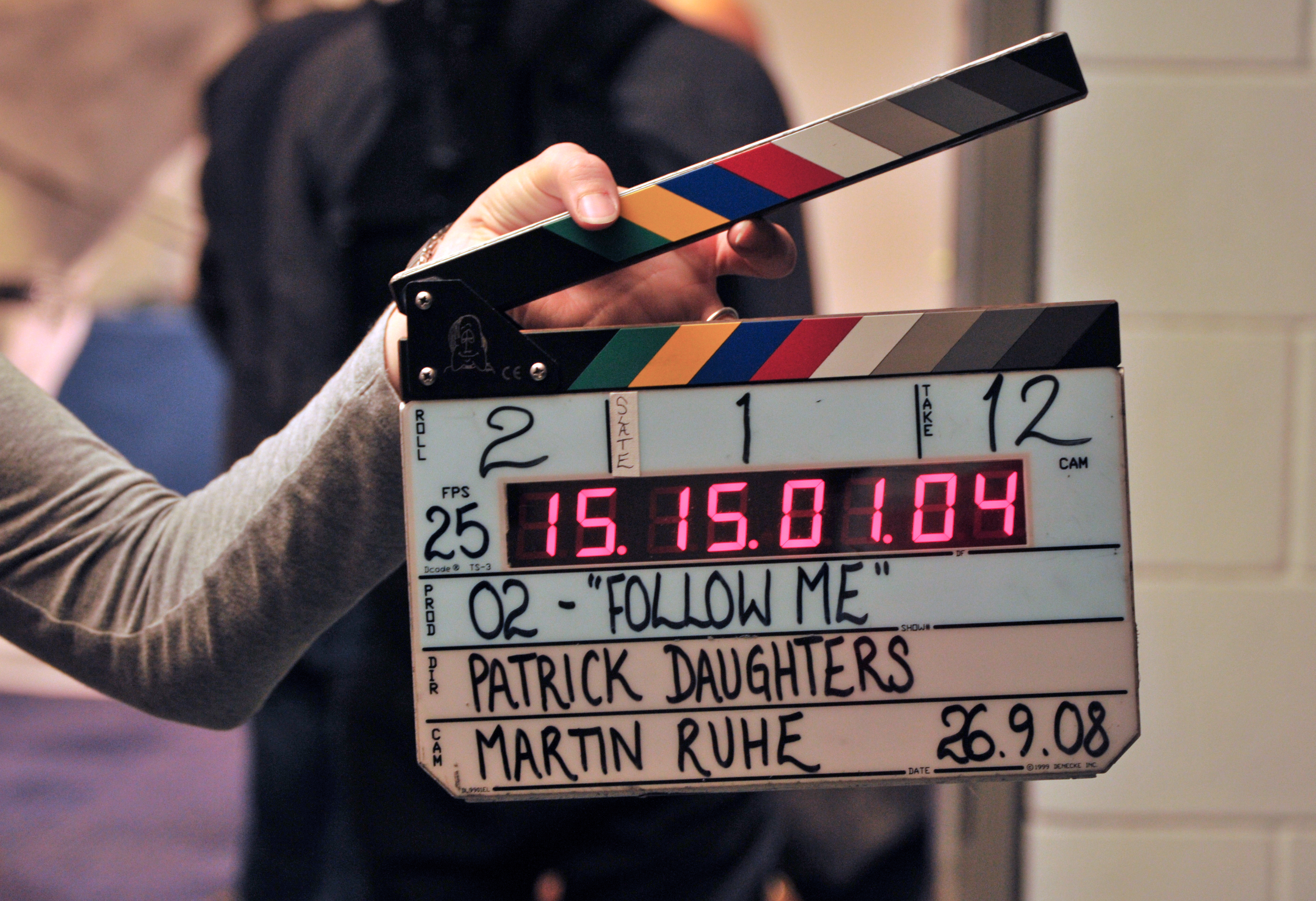
کلاکت دیجیتال

کِلاکت (به فرانسوی: claquette) یاتخته‌نشان یک ابزار مکانیکی یا الکترونیکی برای هماهنگ‌سازی صدا و تصویر در ساخت فیلم است؛ که روی آن اطلاعات مربوط به فیلم شامل عنوان، نام کارگردان، شمارهٔ صحنه، شمارهٔ برداشت و… ذکر می‌شود. در زمان فیلم‌برداری، اطلاعات هر پلان مانند عنوان، کارگردان فیلم، مدیر فیلم‌برداری ، شمارهٔ سکانس، پلان، برداشت و… روی یک تختهٔ دو تکه که به‌هم لولاشده هستند نوشته می‌شود، تا به‌راحتی بتوان نماهای اشاره‌شده در برگه‌های منشی صحنه را جستجو نمود. در شروع فیلم‌برداری یا تصویربرداری از یک پلان، منشی صحنه با تکمیل اطلاعات روی کلاکت، آن را مقابل دوربین می‌گیرد تا متصدی دوربین حدود ۵ ثانیه کلاکت را در قاب داشته باشد و از آن فیلم‌برداری کند. معمولاً منشی صحنه چند تیتر مهم کلاکت را نظیر شمارهٔ صحنه یا سکانس و پلان و احتمالاً شمارهٔ آخرین برداشت را با صدای بلند تکرار می‌کند تا اطلاعات در ضبط‌کنندهٔ صدابردار نیز ضبط شوند.
با توجه به اینکه رکوردر یا همان ضبط‌کننده، به‌صورت جداگانه صدا را بر روی حافظه ضبط می‌کند، برای سهولت همگام‌سازی صدا و تصویر در زمان تدوین، منشی صحنه دستهٔ کلاکت را بر روی تخته می‌کوبد تا صدای کوبش تخته هم با میکروفن شاهد بر سر دوربین ضبط شود هم در حافظهٔ آن رکوردر که صدای اصلی را ضبط می‌کند. در باکس تدوین، تدوین‌گر صدای کوبش تختهٔ کلاکت را هم در فایل اصلی صدا و هم در کنارهٔ فیلم که به‌صورت صدای شاهد ضبط‌شده بر روی هم قرار می‌دهند تا صدای رکوردر و صدای شاهد فیلم همگام‌سازی شوند.